# Radom Wachtberg

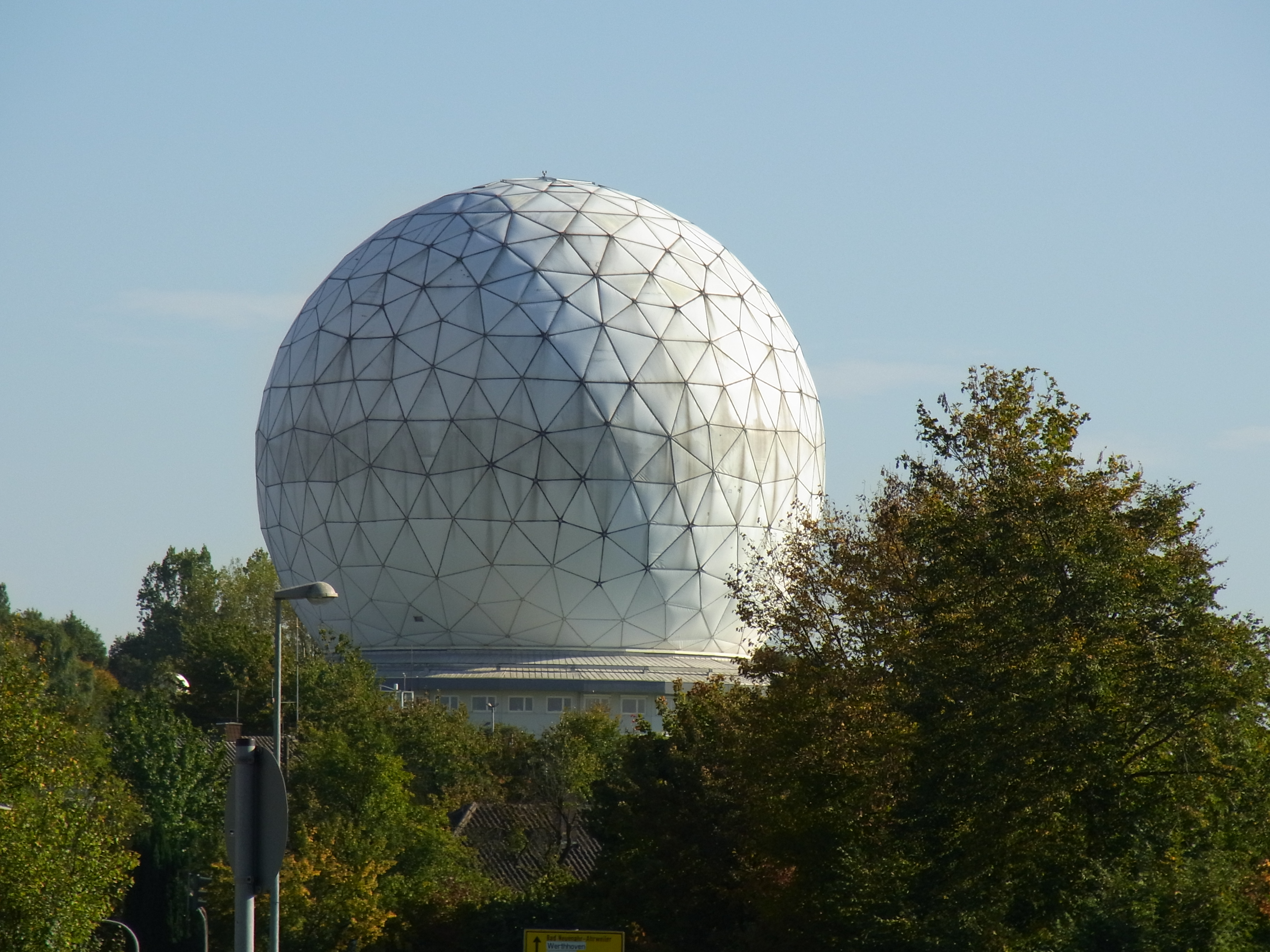
Radom in Wachtberg (2010)

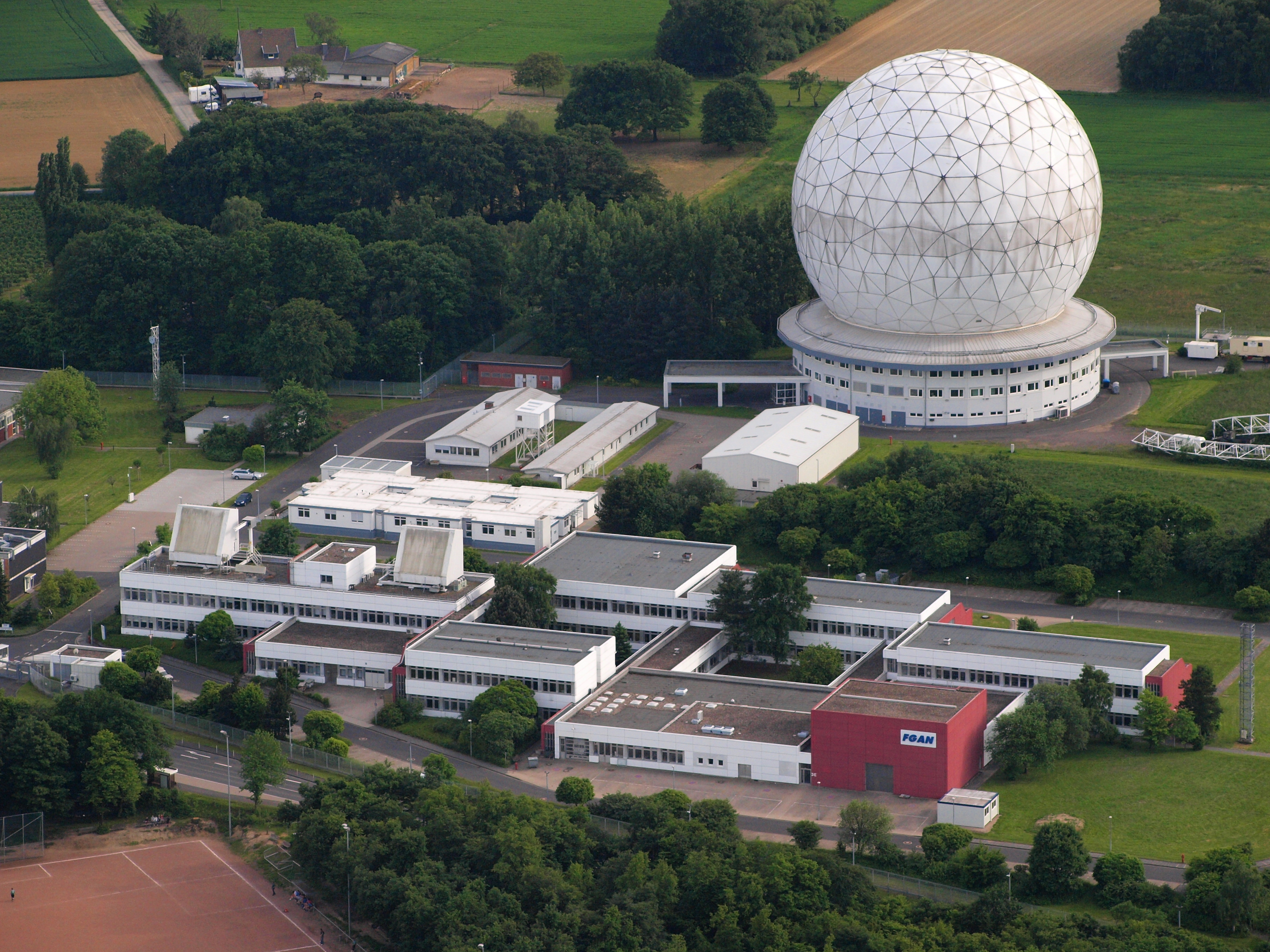
Luftaufnahme des Radoms (2009)

Das Radom Wachtberg ist eine Radarkuppel in Wachtberg, einer Gemeinde im nordrhein-westfälischen Rhein-Sieg-Kreis bei Bonn. Es dient als Wetterschutzhülle einer Radaranlage. Die gesamte Großradaranlage wird offiziell als Weltraumbeobachtungsradar TIRA (englisch Tracking and Imaging Radar) bezeichnet und ist ein Forschungsradar des Fraunhofer FHR.

## Technische Daten
Das Radom hat einen Durchmesser von 47,5 Metern (bis 2014: 49 Metern) und eine Höhe von 54,5 Metern (Stand: vor 2014). Der dreh- und schwenkbare Parabolspiegel in seinem Inneren hat einen Durchmesser von 34 Metern und wiegt 240 Tonnen. Eine vollständige Drehung des Spiegels in Azimut ist in nur 15 Sekunden möglich, also mit einer Winkelgeschwindigkeit von 24°/s.

## Aufgabe
Ursprünglich diente die Radaranlage als Experimentalsystem zur militärischen Forschung. Das Ziel war zunächst, aufsteigende Interkontinentalraketen frühzeitig erkennen zu können. Später wurden Radarverfahren entwickelt, um allgemein Weltraumobjekte zu verfolgen und abzubilden. Seit Ende des Kalten Krieges wurde auch eine zivile Nutzung angestrebt. Derzeit dient die Anlage hauptsächlich zur Beobachtung erdnaher Satelliten, des orbitalen Weltraumschrotts und der Unterstützung von Raumfahrtmissionen. Zum Beispiel wurde TIRA bei den Wiedereintritten des deutschen Röntgensatelliten ROSAT und der russischen Marssonde Phobos-Grunt eingesetzt.
Das Teleskop ist Teil der ESA European Coordination Group on Space Debris, die ein Netzwerk von europäischen Teleskopen zur zivilen und militärischen Beobachtung des erdnahen Orbits aufbaut.

## Geschichte
Die zur Errichtung des Radars gegründete Gesellschaft zur Förderung der astrophysikalischen Forschung wurde am 9. Dezember 1955 in das Vereinsregister eingetragen und gründete 1957 das Forschungsinstitut für Hochfrequenzphysik (FHP). Mit dem Bau des Radoms wurde 1965 begonnen. Im Jahr 1970 erfolgten die Inbetriebnahme und erste Experimente. Die erste Satellitenvermessung konnte 1973 durchgeführt werden. Das Radom gehörte zur 2009 aufgelösten Gesellschaft FGAN, deren Institute in die Fraunhofer-Gesellschaft eingegliedert wurden.
Von Herbst 2010 bis Herbst 2011 wurde das TIRA-System aufwändig modernisiert: Die Antriebssteuerung wurde erneuert und ein neuer Hochleistungssender eingebaut. Im Laufe des Jahres 2014 wurde das Radom vollständig erneuert und erhielt dabei eine leicht geringere Größe als zuvor.

## Besonderheiten
1. Die Antenne ist mit einer horizontalen Drehgeschwindigkeit von 24 Grad pro Sekunde die weltweit schnellste in dieser Größe.
2. Die Qualität der Radarabbildungen von Weltraumobjekten ist mit einer Auflösung von 6,3 Zentimetern die weltweit höchste (soweit öffentlich bekannt).